# ماكجايفر (2016)
 ماكجايفر (بالإنجليزية: MacGyver)‏ هي مسلسل تلفزيوني للمغامرات الأمريكية تم بثه على سي بي إس منذ 23 أيلول 2016.

## روابط خارجية
- ماكجايفر على موقع IMDb (الإنجليزية)
- ماكجايفر على موقع ميتاكريتيك (الإنجليزية)
- ماكجايفر على موقع روتن توميتوز (الإنجليزية)
- ماكجايفر على موقع أول موفي (الإنجليزية)
- ماكجايفر على موقع فيلمافينيتي (الإسبانية)
- ماكجايفر على موقع كينوبويسك (الروسية)
- ماكجايفر على موقع ألو سيني (الفرنسية)
- ماكجايفر على موقع قاعدة بيانات الفيلم (الإنجليزية)